# 西大街街道 (许昌市)
西大街街道是中国河南省许昌市魏都区下辖的一个街道。

## 行政区划
西大街街道下辖：金地社区、豫园社区、榆柳社区、德科苑社区、魏武社区、府后社区。